# Єзьори (Любуське воєводство)
Єзьори (пол. Jeziory, нім. Jehser) — село в Польщі, у гміні Свебодзін Свебодзінського повіту Любуського воєводства.
Населення — 311 осіб (2011).
У 1975-1998 роках село належало до Зеленогурського воєводства.

## Демографія
Демографічна структура станом на 31 березня 2011 року:
|          | Загалом | Допрацездатний вік | Працездатний вік | Постпрацездатний вік |
| -------- | ------- | ------------------ | ---------------- | -------------------- |
| Чоловіки | 160     | 33                 | 112              | 15                   |
| Жінки    | 151     | 31                 | 89               | 31                   |
| Разом    | 311     | 64                 | 201              | 46                   |